# Pablo Echarri
Pablo Daniel Echarri est un acteur argentin né le 21 septembre 1969 à Avellaneda (Argentine).

## Biographie
Né à Avellaneda, dans la province de Buenos Aires, il a commencé sa carrière à la télévision en 1993. Son premier rôle important lui est offert avec le thriller El desvío. Il a reçu sa première récompense en 1999, le prix du Meilleur Acteur au Festival de cinéma de la Havane pour son rôle dans Solo gente de Horacio Maldonado. En 2005, il a été primé par la Unión de Actores pour son rôle dans El método (The Method). En Argentine en 2006 ses prestations d'acteur sont de nouveau récompensées pour Crónica de una fuga (Chronicle of an Escape). En France, il a été remarqué dans le film de Marcelo Piñeyro, Vies brûlées (Plata quemada), dans lequel il joue le rôle d'un jeune gangster cocaïnomane. 

## Vie privée
Il est marié à l'actrice argentine Nancy Dupláa depuis 2007 et le couple a deux enfants.